# Abena (Vorname)
Abena ist ein weiblicher Vorname.

## Herkunft und Bedeutung
Der westafrikanische Vorname bedeutet in der Sprache der Akan geboren am Dienstag.

## Bekannte Namensträgerinnen
- Abena Busia (* 1953), ghanaische Schriftstellerin, Verfasserin von Kurzgeschichten und Feministin
- Cecilia Abena Dapaah, ghanaische Politikerin und Vizeministerin

### Als Familienname
- Myenty Abena (* 1998), surinamischer Fußballspieler